# Младен Војичић Тифа
Младен Војичић, познатији по свом надимку Тифа, (Сарајево, 17. октобар 1960) је југословенски и босанскохерцеговачки рок певач српског порекла. Постао је познат широм бивше Југославије по свом краткотрајном боравку на месту певача Бијелог дугмета половином 1980-их.
Осим што је био у Бијелом дугмету, певао је у бројним групама са различитим степеном успешности (најпознатије Тешка индустрија, Ватрени пољубац и Дивље јагоде). Данас, Тифа води соло каријеру.

## Ране године
Добио је надимак „Тифа“ пре него што је напунио четири године, јер је много волео возове и често је викао „Иде локомотифа“, пошто је имао проблема са изговором гласа „В“.
Врло рано је почео да пева. До своје пете године, знао је цео репертоар Индекса. У основној школи је постао обожавалац британске групе Свит. Завршио је гимназију. Покушао је да похађа неколико факултета Универзитета Сарајево (машински, архитектонски, геодетски), али је на крају напустио сваки од њих, пре него што је одлучио да се посвети музици.

## Музичка каријера

### Рани период
У својој првој групи је свирао бас-гитару, а почео је да пева када се певач групе једног дана није појавио на проби. Након неког времена група се распала, пошто су сви осим Тифе изгубили интерес за музику. Његова последња група пре одласка у војску се звала Парадокс. Док је био у војсци, одржавао је везу са Златаном Чехићем, басистом Парадокса. Такође су почели да размењују пакете који су садржавали аудио-касете на којима су биле композиције које је компоновао Чехић, а Тифа писао текстове. Након повратка из војске, сазнао је да се Парадокс распао и да се Златан придружио групи Топ, па је узео назад текстове и потражио нову групу, да би на крају ипак завршио у Топу. Група је постојала до јануара 1983.
У међувремену су се Сарајевом пронеле приче о Тифином сјајном гласу, па су људи долазили њему са понудама да се придружи њиховим групама. Ово је довело до ангажмана у неколико група, од којих ниједна није потрајала довољно дуго да постигне некакву популарност. Тифа је кратко био члан поново основане групе Тешка индустрија, која је искористила његове текстове да 1984. сними повратнички албум „Поново са вама“.

### Бијело дугме
Док је покушавао да ступи у контакт са Милићем Вукашиновићем ради могућег приступања његовој групи, 1984. године Горан Бреговић га је позвао да се придружи Бијелом дугмету, као замена за тек отишлог Жељка Бебека.
Стар само 24 године, Тифа није био добро припремљен за тренутну славу ка којој је кренуо. Након што су некако завршили албум „Косовка дјевојка“, група је кренула на оно што ће се испоставити као изузетно проблематична турнеја. Последњи наступ са Бијелим дугметом Тифа је имао 2. августа 1985. у Москви. До октобра 1985. Тифа је напустио групу.

### Период након дугмета
На музичкој сцени, његова први корак у соло каријери је био дует са Жељком Бебеком за Бебеков нови пројекат „Армија Б“. Двојица бивших чланове Бијелог дугмета су чак заједно кренула на турнеју, али се још једном показало да Тифа неће добро радити пошто је одустао на пола турнеје, образложивши да она у ионако није била успешна.
У јесен 1986, Тифа се коначно придружио Милићу Вукашиновићу у Ватреном пољупцу и са њима је снимио албум „100% Rock'n'roll“ .
Тифа је затим ангажован у Дивљим јагодама, као замена Алену Исламовићу.
Након што је снимио један албум са њима, напустио је групу 1988. и снимио нов материјал под именом Тифа & Владо са клавијатуристом Владом Проданом (који је раније такође свирао у Дивљим јагодама и на „Армији Б“). Међутим, ниједна издавачка кућа није показала интерес за издавање албума.
1989. успешно је објавио свој први соло албум „№1“ који је снимио са Тифа бендом, тек основаном групом коју су чинили музичари из група са којима је раније наступао: Александар Шимрага (некада у Топу), Владимир Подањи (Дивље јагоде), Мустафа Чизмић (Болеро) и Весо Грумић (Топ), уз помоћ Ђорђа Илијана, који је свирао клавијатуре за време снимања у студију. Тифа је написао већину песама. Отприлике у исто време, Тифа је покушао да преговара у преласку у Атомско склониште, који је тражио замену за преминулог Серђа Блажића Ђосера, али се ово никад није остварило.
Почетком 1990, Тифа је наступао на концертима са новом поставом Тифа бенда, са Златаном Чехићем (сарадником из времена Парадокса) као једним од чланова. Тифа је заједно са Златаном у јесен 1990. објавио свој други соло албум „Само љубав постоји“.
Остао је у свом родном месту током већег дела блокаде Сарајева. У том ратном периоду Тифа се венчао Љиљаном Матић, девојком са којом је био у вези још од 1981. Тифа је 1995. напустио Сарајево и отишао у Немачку. Тамо се још једном удружио са Дивљим јагодама, а затим је основао своју групу. Кратко након тога се вратио у Сарајево и наставио са соло каријером.
Током 1995. године ради на свом наредном албуму „Дани без тебе“, на којем је сарађивао са Сеадом Липовачом, а текстове из Лондона је слао Златан Арсланагић.
2000. године са песмом „Ево има година“ победио је на фестивалу Сунчане скале у дуету са Горданом Ивандић (сестром Ипета Ивандића) и групом Макадам.
Јуна 2005. је учествовао на поновном окупљању Бијелог дугмета за три велика опроштајна концерта. Године 2013. објавио је свој седми соло албум под називом "Спреман сам на све".

## Дискографија

### Дискографија са бендовима
Са Бијелим дугметом је снимио албум Бијело дугме 1984 године. Са Ватреним пољупцем је снимио албум  100% Rock and Roll 1986. године. Са Дивљим јагодама је снимио албум Коњи 1988. године за Југотон.

### Соло каријера
Током соло каријере снимио је следеће студијске албуме:
- (1989)
- Само љубав постоји (1990)
- Нису сви будале као ми (1993)
- Шарени дани (1994)
- Дани без тебе (1995)
- Остаћу с' тобом (2000)
- Спреман сам на све (2013)

Објавио је следеће уживо албуме:
- Скендерија (2001)
- Пјевај народе (2001)
- The Best Of... (2009)

Објавио је следеће компилацијске албуме:
- Нису сви будале као ми, заједно са Вајтом, Зерином и Хари Мата Харијем (1997)
- Грбавица (1997)
- The Best Of 1984 - 2002 (2002)
- Песме које смо волели No 1, заједно са Хари Мата Харијем (2009)
- Колекција хитова (2012)
- The Best

## Фестивали
- 1983. Омладина, Суботица - Лагала си (као вокал групе Топ), награда за интерпретацију
- 2000. Сунчане скале, Херцег Нови - Ево има година (дует са групом Макадам), победничка песма
- 2004. Пјесма Медитерана, Будва - Сјај у роси
- 2011. Сунчане скале, Херцег Нови - Не вјеруј ником